# Ana Flávia Sgobin
Ana Flávia Sgobin de Oliveira (Americana, 30 de janeiro de 1980) é uma ciclista brasileira.
Conquistou a medalha de prata nos Jogos Pan-americanos de 2007 na modalidade BMX, disputada no Morro do Outeiro. Até 2010 foi a única piloto de BMX entre mulheres e homens a estar numa final do campeonato mundial de BMX na categoria principal olímpica, e a única brasileira finalista em campeonatos mundiais nos dois anos na categoria júnior em que antecede a categoria olímpica.
Foi eleita pelo Comitê Olímpico Brasileiro por dois anos consecutivos 2007/2008 como a melhor atleta de BMX do Brasil e possui 13 (treze) títulos brasileiros em sua carreira, 14 (títulos) Paulistas e no ano de 2009 conquistou o Tetracampeonato da Copa Brasil de BMX e a Prata no Campeonato Panamericano de BMX.